# بیل آستین
بیل آستین (انگلیسی: William F. Austin؛ زادهٔ ۱۹۴۲ (۸۲–۸۳ سال)) کارآفرین، نیکوکار اهل ایالات متحده آمریکا است، که در سال ۱۹۶۷ شرکت استارکی را تأسیس کرد.